# Microsoft XNA Game Studio
O Microsoft XNA Game Studio é um ambiente de desenvolvimento integrado (IDE) para a construção de videogames na plataforma Microsoft XNA. Esses jogos podem ser executados no Xbox 360, Microsoft Windows, Windows Phone e no Zune. O XNA Game Studio é direcionado a amadores e programadores experientes e é usado principalmente para desenvolver videogames 2D e 3D para várias plataformas Microsoft. Os jogos XNA podem ser publicados para o Xbox 360 usando uma assinatura do XNA Creators Club, que tem uma taxa anual.
Cinco versões foram lançadas até agora e, em 2013, a Microsoft declarou que encerraria o suporte para o XNA em abril de 2014, e não há planos para lançar qualquer outra versão.

## Introdução
O Microsoft XNA Game Studio era um ambiente de desenvolvimento integrado (IDE) descontinuado para a criação de videogames na plataforma Microsoft XNA. Esses videogames podiam ser executados em Xbox 360, Microsoft Windows, Windows Phone e Zune.

## Desenvolvimento e lançamento
O XNA Game Studio foi lançado em 28 de agosto de 2006 como uma ferramenta gratuita para desenvolvedores independentes criarem jogos para o Xbox 360. O objetivo da Microsoft era democratizar o desenvolvimento de jogos, tornando-o mais acessível a um público mais amplo.
O XNA Game Studio era baseado no framework .NET e na linguagem de programação C#. Isso permitia que os desenvolvedores usassem suas habilidades existentes para criar jogos para as plataformas da Microsoft.

## Recursos e funcionalidades
O XNA Game Studio oferecia uma ampla gama de recursos para o desenvolvimento de jogos, incluindo:
- Suporte para 2D e 3D: O XNA Game Studio suportava o desenvolvimento de jogos 2D e 3D.
- Física: O XNA Game Studio incluía um motor de física embutido que permitia aos desenvolvedores criar jogos com física realista.
- Gráficos: O XNA Game Studio suportava uma variedade de técnicas gráficas, incluindo DirectX e shaders.
- Áudio: O XNA Game Studio suportava a reprodução de música e efeitos sonoros.
- Rede: O XNA Game Studio suportava jogos multijogador online.

## Descontinuação
O XNA Game Studio foi descontinuado em 2014. A Microsoft citou a falta de recursos como um dos principais motivos da descontinuação. No entanto, a empresa continuou a fornecer suporte para jogos XNA existentes.

## Legado
O XNA Game Studio teve um impacto significativo no desenvolvimento de jogos. A ferramenta democratizou o desenvolvimento de jogos e permitiu que um público mais amplo criasse jogos para as plataformas da Microsoft. O XNA Game Studio também inspirou o desenvolvimento de outras ferramentas de desenvolvimento de jogos, como Unity e Unreal Engine.